# Bassus coleophorae
Bassus coleophorae är en stekelart som beskrevs av Sievert Allen Rohwer 1915. Bassus coleophorae ingår i släktet Bassus och familjen bracksteklar. Inga underarter finns listade.